# Bolbritz

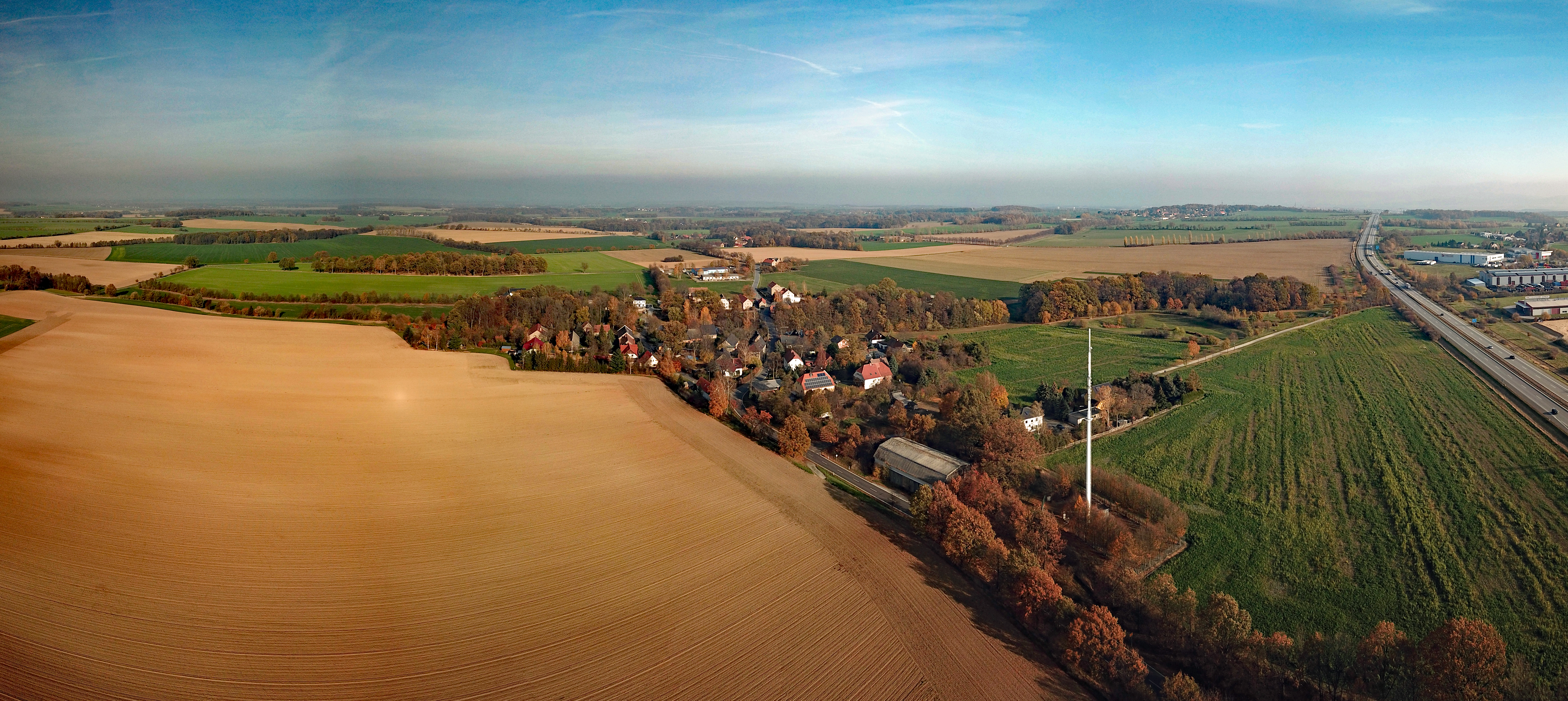
Luftbildpanorama mit Bundesautobahn 4

Bolbritz, obersorbisch Bolborcyⓘ, ist ein Ort im ostsächsischen Landkreis Bautzen und gehört seit 1999 zur Großen Kreisstadt Bautzen. Seit 2007 zählt es offiziell als Stadtteil. Es liegt in der Oberlausitz und befindet sich im Siedlungsgebiet der Sorben.

## Geografie
Bolbritz befindet sich etwa sechs Kilometer nordwestlich des Bautzener Stadtzentrums.
Bolbritz ist der Siedlungsanlage nach ein lockeres Platzdorf mit einem Gutshof, der sich im nordwestlichen Teil des Ortes befindet. Das Dorf wird von einem Bächlein durchflossen, das später dem Milkwitzer Wasser und damit dem Schwarzwasser zufließt. Die Erhebung am nördlichen Ortsrand wird als Perleberg (oder Perle bzw. obersorbisch Parla) bezeichnet. Der Perleberg ist 216 m hoch.
Die Nachbarorte sind Oberuhna im Nordosten, Salzenforst im Osten, Bloaschütz im Südosten und Löschau im Westen.

## Geschichte
Bereits vor der ersten Nennung des Ortes verlief die überregional bedeutsame Hohe Straße auf ihrem Weg von Bautzen zur Schwarzwasser-Furt in Dreikretscham nördlich an der heutigen Ortslage vorbei. Außerdem wurden am Südhang des Perleberges Gräber aus der frühen Eisenzeit aufgefunden, die vermutlich zu einer nahen Siedlung gehörten. Im 11./12. Jahrhundert bestand im Ort bereits eine Wasserburg, deren Reste noch immer im Ortskern erhalten sind und heute als Schuppen genutzt werden.
Der Ort selbst wurde erstmals 1283 als Herrensitz der Brüder Gerhard und Johannes de Bolberitz erwähnt, die dem Bischof von Meißen als Lehnritter dienten. Bereits 1548 wurde die heutige Namensform erstmals verwendet. Bis ins 19. Jahrhundert blieb das relativ große Rittergut Bolbritz bestehen und besaß Grund und Boden in umliegenden und weiter entfernten Dörfern (z. B. Großhänchen).
Ab 1756 gab es im Ort die erste Schule. 1886 erhielt der Ort ein neues Schulgebäude, welches 1923 nochmals erweitert wurde. Im Jahre 1959 wurden die Schulen von Bolbritz und Storcha zusammengelegt.
Bis 1969 war Bolbritz eine eigenständige Landgemeinde mit den Ortsteilen Bloaschütz, Neu-Bloaschütz, Döberkitz und Jannowitz. Dann wurden die Gemeinden Bolbritz und Salzenforst zu Salzenforst-Bolbritz vereinigt. Jannowitz und Neu-Bloaschütz wurden der Gemeinde Göda angegliedert. 1994 kam Bolbritz zur Gemeinde Kleinwelka, mit welcher es 1999 nach Bautzen eingegliedert wurde.

## Bevölkerung
Im Jahre 1834 hatte Bolbritz 98 Einwohner. Arnošt Muka zählte in den 1880er Jahren bereits 145 Bewohner, davon 136 Sorben (94 %). Bolbritz lag damals inmitten des Kernsiedlungsgebietes. Der Anteil der Sorbisch-Sprecher im Ort ist seitdem stark zurückgegangen. So zählte Ernst Tschernik 1956 in der Gemeinde Bolbritz mit Ortsteilen einen sorbischsprachigen Bevölkerungsanteil von nur noch 26,5 %.
Die Einwohnerzahl der Gemeinde Bolbritz stieg in der ersten Hälfte des 20. Jahrhunderts langsam von 360 (1910) auf 406 (1939) an. Direkt nach dem Zweiten Weltkrieg lag die Zahl 1946 bei 494 Bewohnern, was auf einen Aussiedleranteil von einem Fünftel schließen lässt. Diese Entwicklung beeinflusste den Rückgang der sorbischen Sprache im Ort zusätzlich.
Die Einwohner sind seit der Reformation überwiegend evangelisch-lutherisch und nach Göda gepfarrt.

## Infrastruktur
Bolbritz liegt unmittelbar nördlich der Bundesautobahn 4 und deren Raststätte Oberlausitz. Die Anschlussstelle Salzenforst ist nur 2,5 Kilometer entfernt. Direkt südöstlich des Ortes befindet sich zudem das Industrie- und Gewerbegebiet Salzenforst, wo sich zahlreiche Betriebe angesiedelt haben.